# Jeremiah O'Donovan Rossa
Jeremiah O'Donovan Rossa (en irlandés: Diarmaid Ó Donnabháin Rosa; bautizado el 4 de septiembre de 1831, fallecido el 29 de junio de 1915) fue un líder feniano irlandés, miembro de la Hermandad Republicana Irlandesa .
O' Donovan nació y se crio en Rosscarbery, West Cork, en el Condado de Cork al sur de Irlanda durante la Gran Hambruna. Fue el fundador de la Sociedad Nacional y Literaria Phoenix y consagró su vida a trabajar en pro del establecimiento de una República irlandesa independiente. Se unió a la Hermandad Republicana Irlandesa (IRB) y después de huir a los Estados Unidos como parte de los Cinco de Cuba,  se unió a diversas organizaciones revolucionarias irlandesas allí, lejos del alcance del Imperio británico. Fue uno de los pioneros del empleo de la fuerza dentro del republicanismo irlandés utilizando dinamita en una campaña de guerra asimétrica, y atacando al Imperio británico en su propia de casa, principalmente Londres.

## Biografía

### Vida en Irlanda
Jeremiah O'Donovan Rossa nació como Jeremiah Donovan en el townland de Reanascreena, Rosscarbery, condado de Cork, hijo de Denis Donovan y Ellen Driscol, y fue bautizado el 4 de septiembre de 1831. Sus padres eran campesinos arrendatarios . Según John O'Donovan, con quien Rossa mantuvo correspondencia, la familia de Rossa descendía del Clan Aneslis o MacEnesles, una de las ramas del clan O'Donovan. Sus antepasados poseían patentes reales en la parroquia de Kilmeen en el siglo XVII antes de las consficaciones. Su agnomen "Rossa" provendría del townland de Rossmore en Kilmeen.
Rossa se estableció como tendero en Skibbereen, donde, en 1856, creó la Sociedad Phoenix, cuyo objetivo era "la liberación de Irlanda por la fuerza de armas", Esta organización se fusionaría más tarde con la Hermandad Republicana Irlandesa (IRB), fundada dos años más tarde en Dublín.
En diciembre de 1858, fue arrestado y encarcelado sin prueba hasta julio de 1859. En 1863 se convertiría en gerente del periódico fundado por James Stephens, The Irish People, que fue cerrado en 1865. Fue arrestado y acusado de traición, sentenciado a cadena perpetua debido a sus condenas anteriores. Pasó los siguientes años en las prisiones de Pentonville, Portland, Millbank y Chatham en Inglaterra.
Rossa fue un preso desafiante, siendo maniatado durante 35 días seguidos por lanzar un orinal a un guardia de la prisión y sometido a confinamiento en soledad a pan y agua durante tres días por negarse a quitarse su gorra ante el médico de la prisión. Durante la mayor parte de su estancia en prisión, Rossa tuvo prohibido mantener correspondencia con sus socios en el exterior debido a sus violaciones de las reglas penitenciarias.
En una elección parcial de 1869, fue elegido diputado por Tipperary en la Cámara de los Comunes, al derrotar al católico Liberal Denis Caulfield Heron por 1054 a 898 votos. La elección fue declarada inválida al ser Rossa un criminal encarcelado.

### Vida en los Estados Unidos

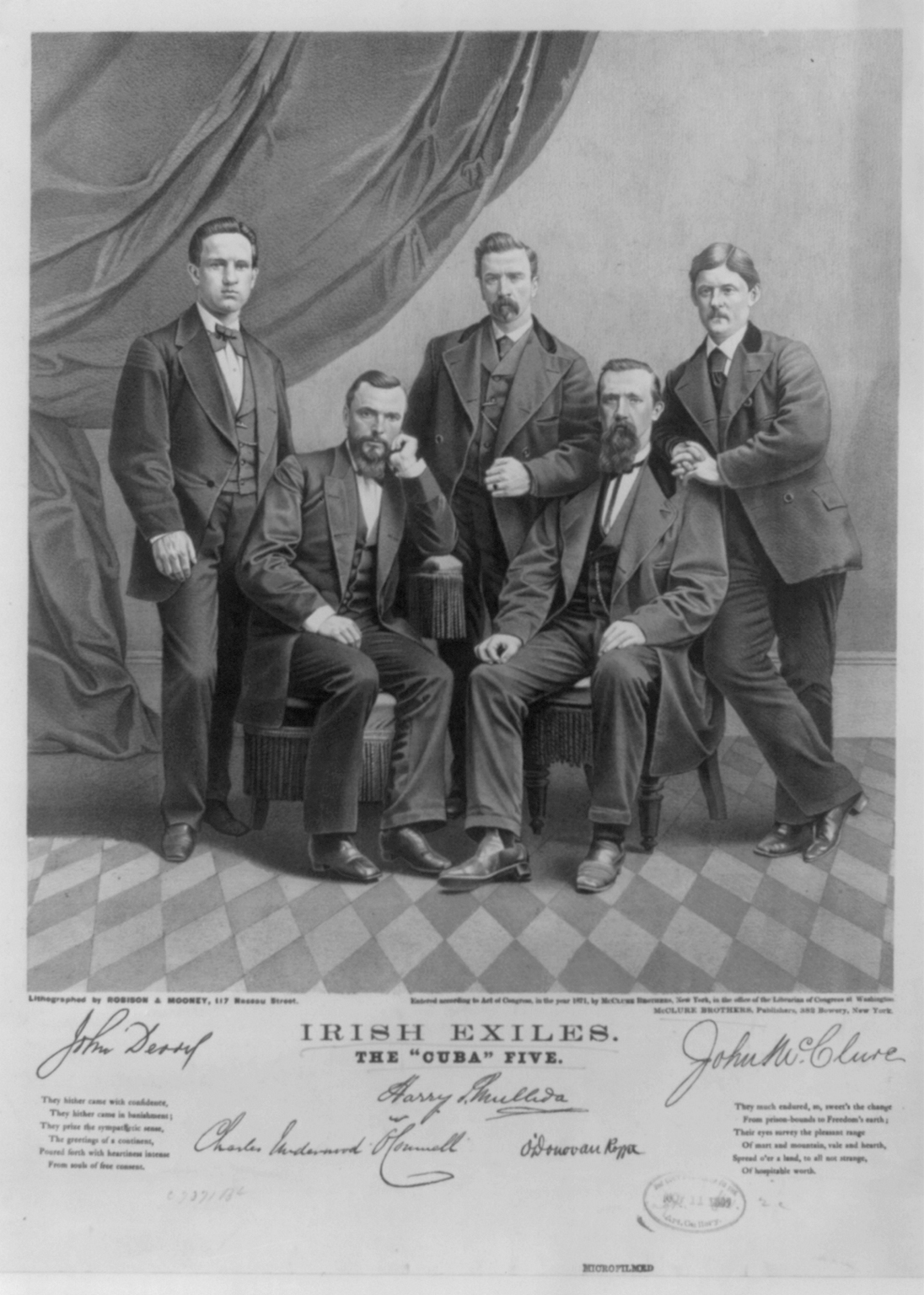
Los cinco de Cuba - John Devoy, Charles O'Connell, Henry Mullady, Jeremiah O'Donovan Rossa y John McClure

Después de acceder a no regresar a Irlanda, O'Donovan Rossa fue liberado tan parte en el marco de la Amnistía Feniana de 1870. Se embarcó en el barco SS Cuba, y partió hacia Estados Unidos junto a su amigo John Devoy y otros tres exiliados. Fueron bautizados como "Los cinco de Cuba".
O'Donovan Rossa se asentó entonces en Nueva York, donde se unió al Clan na Gael y a la Hermandad Feniana. Rossa además creó The United Irishman, un periódico enfocado en la causa de la liberación nacional irlandesa del dominio británico. En él Rossa defendía la utilización terrorista de bombas de dinamita como medio para acabar con la ocupación británica. Su periódico fue utilizado para recaudar "recursos para el fondo de civilización," presumiblemente para la compra de dinamita y armas para la lucha irlandesa.
Rossa organizó los primeros atentados con bomba de republicanos irlandeses en ciudades inglesas en lo que fue conocido como la "campaña de la dinamita". La campaña se extendió a lo largo de los años 1800 y le convirtió en un personaje odiado en Gran Bretaña. El gobierno británico reclamó su extradición a los Estados Unidos, pero sin éxito. 
 
El 2 de febrero de 1885, Rossa fue tiroteado fuera de su oficina cerca de Broadway por una mujer inglesa, Lucille Yseult Dudley. Ingresó en el Hospital de la calle Chamers con heridas de bala en la espalda. Aunque no representaban una amenaza vital, una de las balas permanecería incrustada durante el resto de su vida. "He sido herido en la guerra" fue el comentario de Rossa a un amigo en el hospital. El gobierno británico afirmó que la agresora era mentalmente inestable y que no actuaba en su nombre, aunque los defensores de Rossa e incluso muchos de sus detractores encontraban esto difícil de creer. Muy probablemente, fuera una persona indignada ante la fundación creada por Rossa (conocida como Fundación de Escaramuza) con el propósito de armar a aquellos que lucharan contra los  británicos.
Rossa recibió permiso para visitar Irlanda en 1894, y otra vez en 1904. En su última visita fue nombrado "Freeman  de la Ciudad de Cork".

### Familia
O'Donovan Rossa estuvo casado entres ocasiones y tuvo dieciocho hijos.. El 6 de junio de 1853, se casó con Honora Eager de Skibbereen, que le dio cuatro hijos (Denis, John, Cornelius Crom y Jeremiah). Murió en 1860. En 1861 se  casó con Ellen Buckley de Castlehaven;  tuvieron un hijo (Florence Stephens; más tarde conocido como Timothy en los EE. UU.); Buckley murió en julio de 1863. En noviembre de 1864 se casó por tercera vez con Mary Jane (Molly) Irwin de Clonakilty. Tuvieron trece hijos (James Maxwell, Kate Ellen, Francis Daniel, Maurice, Sheila Mary, Eileen Ellen, Amelia, Jeremiah, Isabella, Mary Jane, Margaret Mary Hamilton, Joseph Ivor y Alexander Eneas).
Un tataranieto de O'Dovonan Rossa es el jugador estadounidense de Rugby John Quill.

### Muerte y funeral

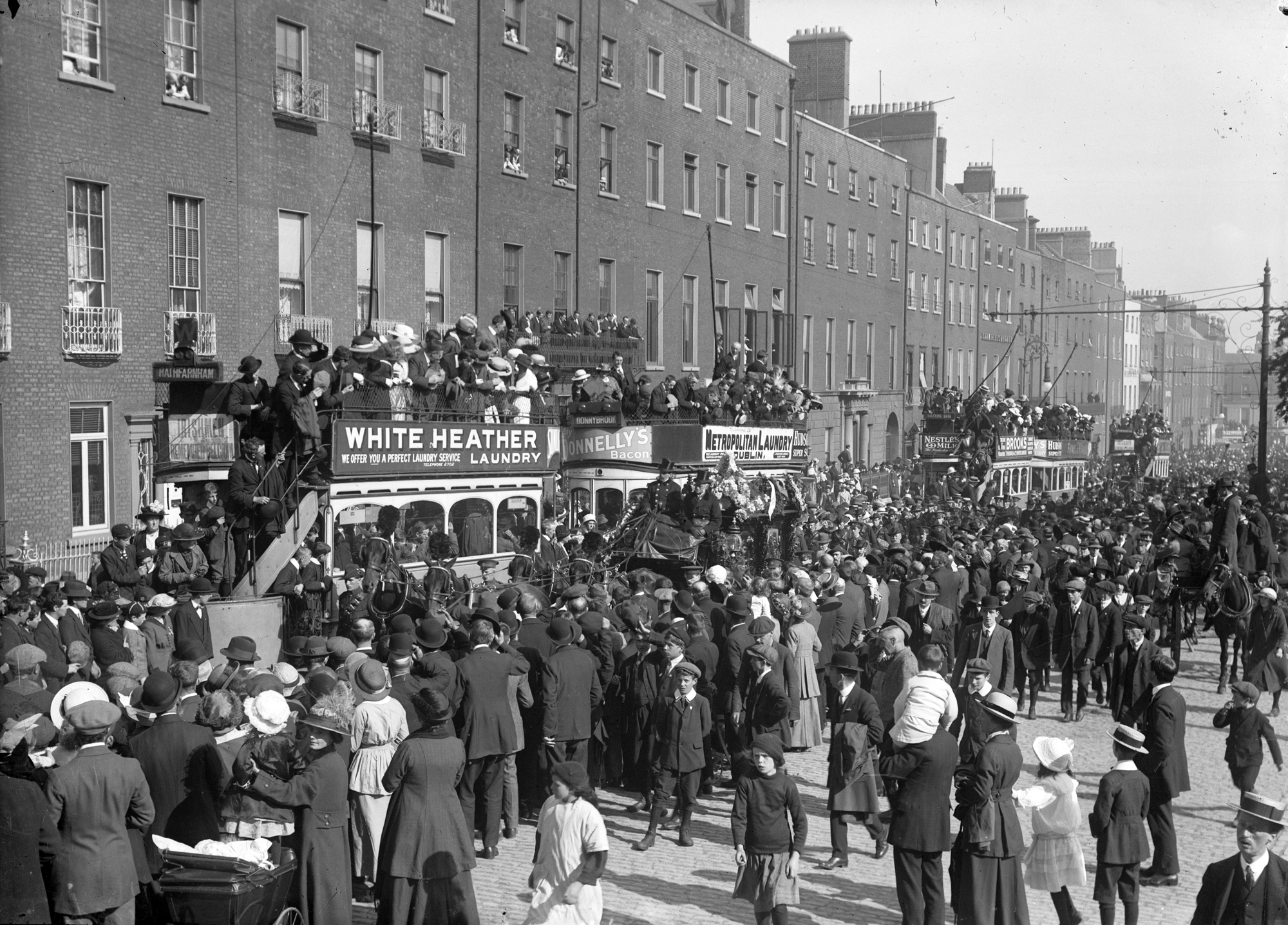
Su procesión funeraria 1 de agosto de 1915

Rossa pasó los últimos años de su vida seriamente enfermo, y quedó confinado en una cama en el Hospita de Saint Vincent, en Staten Island, donde murió a los 83 años.
El nuevo movimiento republicano irlandés se dio cuenta rápidamente del valor propagandístico de la muerte del viejo feniano, y Tom Clarke envió a John Devoy el mensaje: "Enviad su cuerpo a casa inmediatamente".

Su cuerpo fue devuelto a Irlanda donde fue recibido y enterrado como un héroe. El funeral en el Cementerio de Glasnevin tuvo lugar el 1 de agosto de 1915 y fue un acontecimiento impresionante, proporcionando una gran publicidad para los Voluntarios irlandeses y la IRB en un momento en que la rebelión (que se plasmaría en el Alzamiento de Pascua) estaba siendo activamente planeada.  El responso, dado por Patrick Pearse, permanece como uno de los discursos más famosos del movimiento de independencia irlandés, empujando a su audiencia a tomar las armas. Acababa con las líneas:
Creen que que han pacificado Irlanda. Creen que han comprado a la mitad de nosotros e intimidado a la otra mitad. Creen que lo han previsto todo, creen que se han protegido contra todo; pero ¡locos, locos, locos! —  Nos han dejado a nuestro Feniano muerto, y mientras Irlanda acoja estas tumbas, Irlanda sometida nunca estará en  paz.
Su tumba fue restaurada en 1990 por la National Graves Association.

### Legado

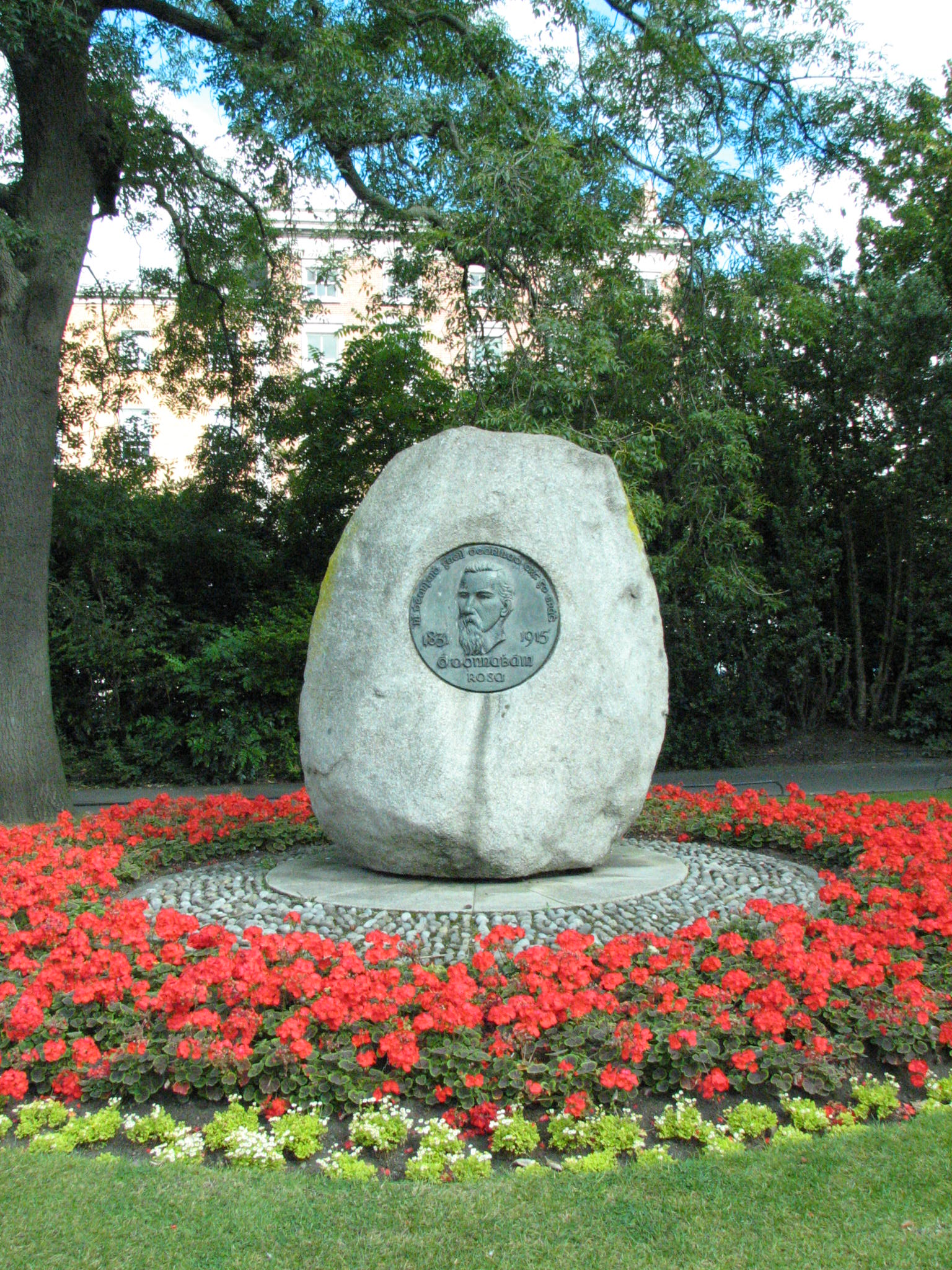
Monumento a Jeremiah O'Donovan Rossa, en Dublín, en St. Stephen's Green

Un monumento en memoria de O'Donovan Rossa se levanta en St. Stephen's Green, un puente sobre el río Liffey fue renombrado en su honor. Una calle en Ciudad de Cork lleva su nombre, al igual que otra en Thurles, Tipperary – la circunscripción por la que fue elegido. Un parque en Skibbereen lleva también su nombre, al igual que el equipo de fútbol gaélico local.
Existe también otro monumento en su memoria en Reenascreena, Rosscarbery Condado de Cork donde sus descendientes regentan el pub local. El ataúd en el que viajó su cuerpo hasta Irlanda puede verse en el establecimiento.
Otros equipos de la GAA a lo largo de Irlanda, llevan también su nombre, como el Ard Bó Uí Dhonnabhain Rossa en Tyrone, O'Donovan Rossa GAC en Belfast, Ó Donnabháin Rosa Magherafelt en Derry y Uí Donnabháin Rosa Mullach Breac en Armagh junto con Ó Donnabháin Rosa est. en 2018 en Astoria, Queens, Nueva York.
Los descendientes de Jeremiah O'Donovan Rossa se establecieron en Staten Island; entre ellos figuran el escritor William Rossa Cole y el concejal de la Ciudad de Nueva York Jerome X. O'Donovan.

### Cultura popular
En Araby, un relato de James Joyce escrito entre 1905 y 1907, el narrador oye «el canto nasal de los cantantes callejeros, que cantaban un "Venid todos" sobre O'Donovan Rossa».
El personaje de Rossa aparece en Stars and Stripes trilogy, una ucronía escrita por Harry Harrisons.

## Obras
- O'Donovan Rossa's Prison Life : Six Years in Six English Prisons (1874: New York)
- Rossa's Recollections. 1838 to 1898. (1898: New York).
- Irish Rebels in English Prisons : A Record of Prison Life (1899: New York)

Reediciones
- Rossa's Recollections 1838 to 1898: Memoirs of an Irish Revolutionary (Globe Pequot, 2004)

## Otras lecturas
- McWilliams, Patrick, O'Donovan Rossa: An Irish Revolutionary in America. Cataluña. Nuascéalta (2016). ISBN 978-1530992188.
- Kenna, Shane, Unrepentant Fenian: Jeremiah O'Donovan Rossa. Dublin (2015).
- Whelehan, Niall, The Dynamiters: Political Violence and Irish Nationalism in the Wider World 1867–1900. Cambridge (2012).
- Ó Lúing, Seán, Ó Donnabháin Rosa two Vols. Dublin (1969).
- Malins, Edward, 'Yeats and the Easter Rising', in L Miller (ed.), Yeats Centenary Papers. Dublin (1965).
- Le Roux, Louis, Patrick H. Pearse (tr. Desmond Ryan). Dublin (1932).
- Papers relating to O'Donovan Rossa and the Fenians are housed in the Archives of The Catholic University of America, American Catholic History Research Center and University Archives, Washington, D.C.

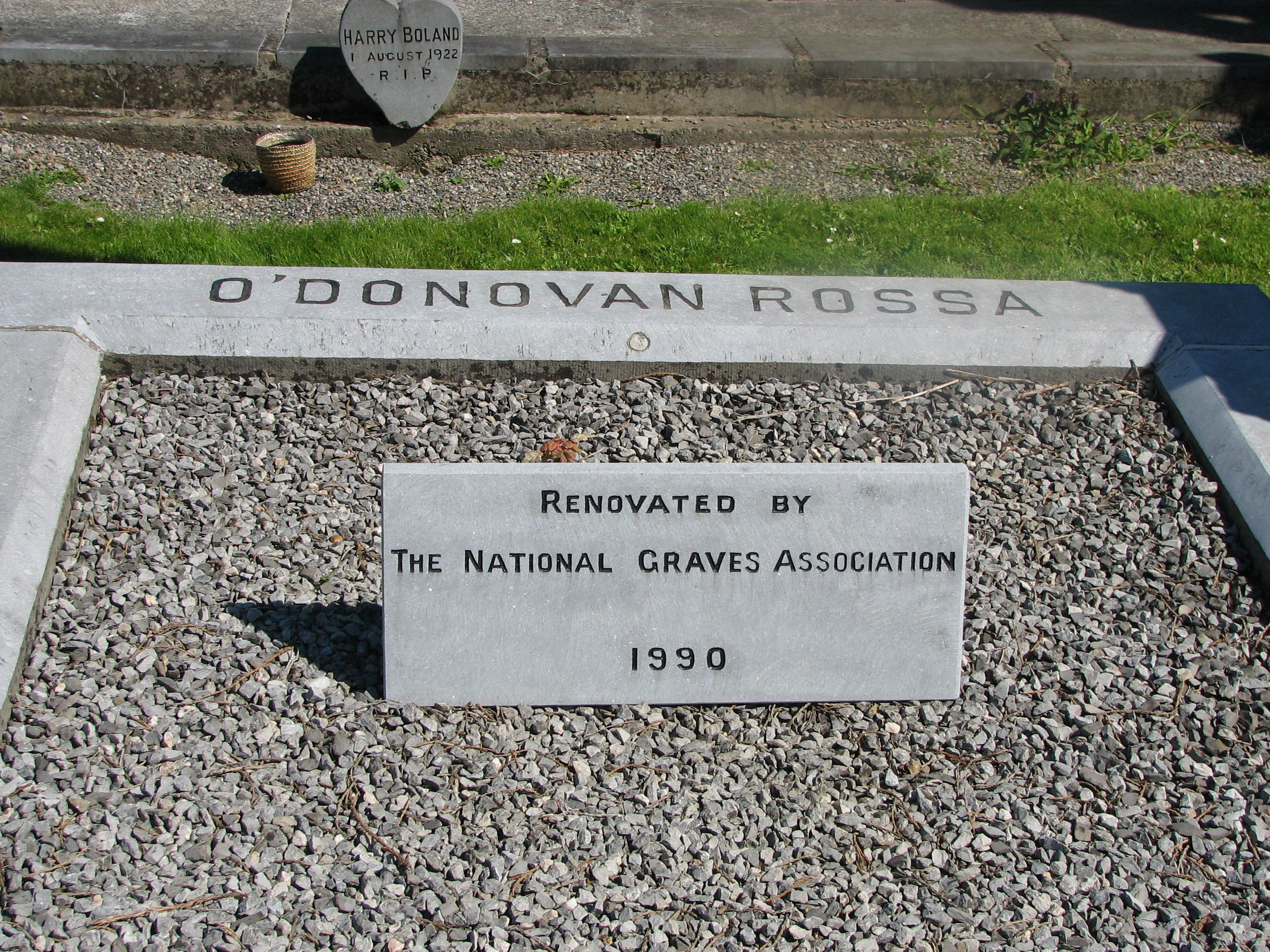
O'Donovan Rossa renovó 1990